# Dewoitine D.21
 (avril 2025).
Le Dewoitine D.21 était un avion de chasse monoplan à atterrisseur fixe et cockpit ouvert français des années 1920. 

## Développement
Le prototype D.21 était une amélioration du D.12. L’avion a été construit sous licence en Suisse (par EKW ), en Tchécoslovaquie (par Skoda, appelée Skoda-Dewoitine D.1 ) et en Argentine (par FMA ). Un D.21 Turc a été équipé d’une aile modifiée et portait le nom d’ Orhanelli.

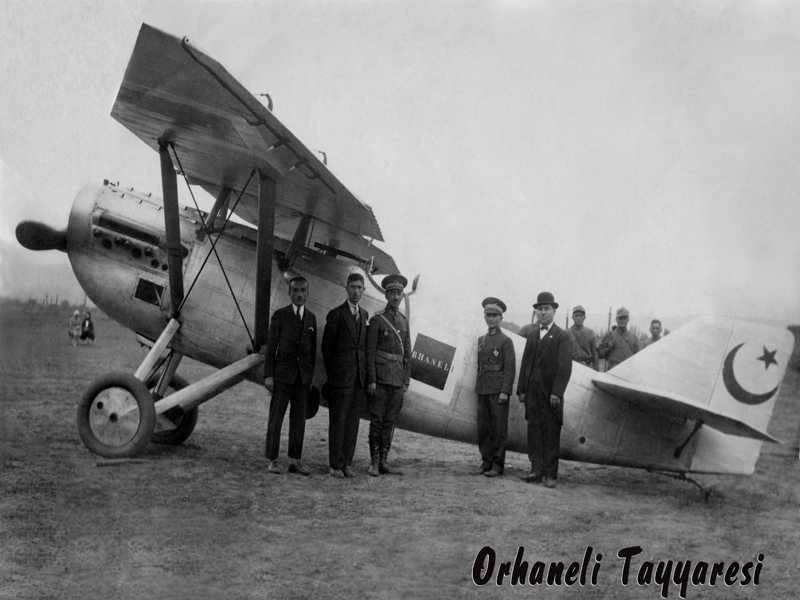
Orhanelli ; un Dewoitine D.21 turc équipé d'une aile modifiée pour les vols de records.

## Histoire opérationnelle
L'Argentine a acheté sept D.21 et en a construit 58 sous leur propre licence. La Turquie a acheté un exemplaire, et la Tchécoslovaquie en a construit 25 pour son armée de l’air.  

## Variantes
D.21 C.1
Version produite en France, et construit sous licence en Argentine et en Turquie .
Skoda D.1
Licence de fabrication du Dewoitine D.21 en Tchécoslovaquie par Skoda (26 construits), propulsé par un Hispanio Suiza HS-50, avec un armement de 2 mitrailleuses Vickers de 7,7 mm

## Utilisateurs
Argentine
- Force aérienne argentine
- Aviation navale argentine

 Tchécoslovaquie
 Paraguay
 Switzerland
 Turquie
- Armée de l'air turque

## Caractéristiques (D.21 C.1)
- Equipage: 1
- Longueur: 7,925 m
- Envergure: 12,8 m
- Hauteur: 3,32 m
- Surface alaire: 25 m2
- Poids à vide: 1 090 kg
- Masse maximale: 1 590 kg

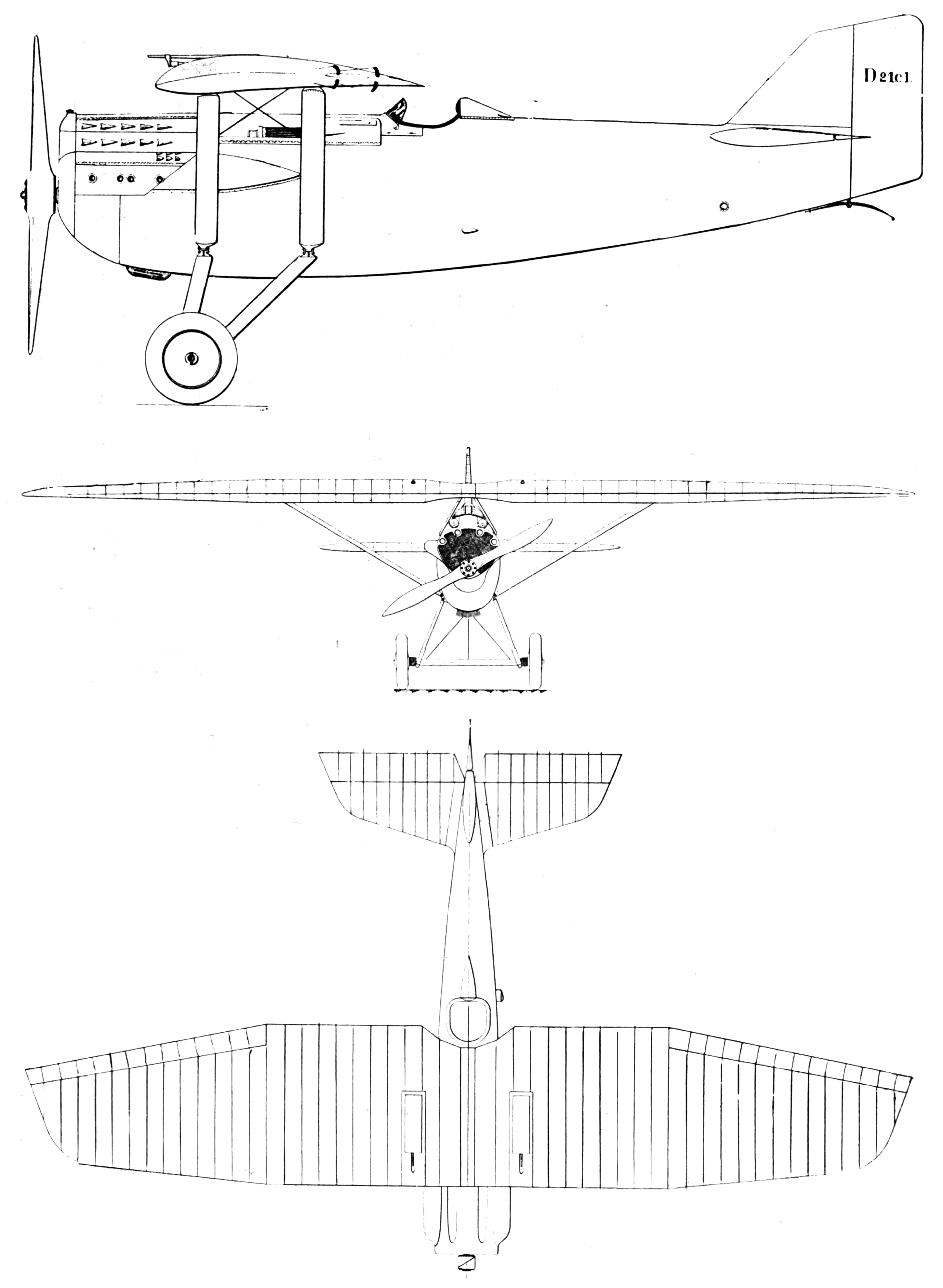
Dewoitine D.21 3 vues de "L'Air" du 15 mai 1928

- Capacité d'essence: 250 kg (env. 175 l)
- Moteur: 1 × Hispano-Suiza 12Gb W-12 moteur à piston refroidi par air, 370 kW (500 hp)
- Hélice: Hélice à 2 pales, pas fixe

Performances
- Vitesse maximale:

267 km/h au niveau de la mer

262 km/h à 2 000 m

258 km/h à 3 000 m

254 km/h à 4 000 m

250 km/h à 5 000 m
- Rayon d'action: 400 km
- Plafond pratique: 8 991 m
- Taux de montée: 10 m/s
- Temps de montée:

4 000 m en 8 minutes 4 secondes

5 000 m en 11 minutes 17 secondes
- Charge alaire: 63,6 kg/m2
- Rapport poids/puissance: 0,269 4 kW/kg

Armement
- 2 Mitrailleuses Vickers de 7,7 mm synchronisées montées dans le fuselage
- 2 Mitrailleuses Darne de 7,5 mm montées en option dans la section centrale des ailes

## Voir également
- Dewoitine D.12